# Arnold van Wyk
Arnoldus (Arnold) Christiaan Vlok van Wyk (født 26. april 1916 i Calvinia – død 27. marts 1983 i Stellenbosch, Sydafrika) var en sydafrikansk komponist og pianist.
van Wyk hører til en af de første sydafrikanere af betydning sammen med Stefans Grové. 
Han studerede på Royal Academy i London. Han komponerede i neoromantisk stil, men blev senere inspireret af Benjamin Britten og fik mere modale træk i sin stil.
van Wyk har komponeret to symfonier, orkesterværker, kammermusik etc.

## Udvalgte værker
- Symfoni nr. 1 (1941-1943) - for orkester
- Symfoni nr. 2 (1952) - for orkester